# ويليام أوبوكو
ويليام أوبوكو (بالإنجليزية: William Opoku)‏ هو لاعب كرة قدم غاني في مركز الوسط، ولد في 1 أبريل 1997 في أكرا في غانا. لعب مع نادي ميدلزبره ونادي القوس السعودي.

## وصلات خارجية
- ويليام أوبوكو على موقع قاعدة بيانات كرة القدم.إي يو (الإنجليزية)
- ويليام أوبوكو على موقع Soccerway.com (الإنجليزية)